# Londonbeat
Londonbeat brit székhelyű amerikai R&B és dance zenekar. Az 1990-es évek elején pop és dance slágereket is szereztek.

## Tagok

### 1980-as és 1990-es évek
- Jimmy Helms
- Jimmy Chambers
- George Chandler
- William Henshall (Willy M)

### 2000-es évek
- Jimmy Helms
- Jimmy Chambers
- Myles Kayne
- Marc Goldschmitz

## Diszkográfia

### Stúdióalbumok
- Speak (1988)
- In the Blood (1990)
- Harmony (1992)
- Londonbeat (1994)
- Back in the Hi-Life (2003)
- Gravity (2004)